# Russell Streiner
Russell Streiner (Pittsburgh, 6 febbraio 1940) è un produttore cinematografico e attore statunitense.

## Biografia
Noto per aver recitato e prodotto La notte dei morti viventi, ha poi continuato la sua carriera di produttore con un altro film di Romero There's Always Vanilla e con La notte dei morti viventi, remake del film del 1968. Attualmente è il presidente del consiglio di amministrazione del Pittsburgh Film Office.